# ヴァルター・ベリー
ヴァルター・ベリー（Walter Berry, 1929年4月8日 - 2000年10月27日）は、オーストリアのオペラ歌手である。

## キャリア
ウィーン音楽大学でガロスに師事した後、1949年にウィーン国立歌劇場のアンサンブルとなる。

1952年、ヴォルフガング・アマデウス・モーツァルトのオペラ『魔笛』におけるパパゲーノ役でデビューし、翌1953年からはザルツブルク音楽祭のステージにも立つようになる。
以降、ウィーン国立歌劇場のステージには、通算で1228回出演し、40以上のプレミア上演に係わっている。
1955年にはアルバン・ベルクのオペラ『ヴォツェック』で主役を演じ、国際的に知られるところとなり、1958年には北米デビューも果たす。
その後、1960年代以降はベルリン・ミュンヘン・ニューヨーク等の主な歌劇場で活躍した。

1963年にはウィーン国立歌劇場の宮廷歌手を拝した。

同年、ベルリン・ドイツ・オペラと共に来日し、日生劇場での杮落としシリーズとして上演された『フィガロの結婚』でフィガロを演じた。
1981年からはウィーン国立歌劇場名誉団員。1989年からはウィーン国立音楽大学で教鞭を執っていた。私生活面では、1957年にクリスタ・ルートヴィヒと結婚したが1970年には離婚した。2000年10月、心筋梗塞のためウィーン市内で死去。

## レパートリー
豊かな声量とその表現力から、オペラでの活躍が際立っていた。その外にもリートや宗教曲の録音も幾つかの録音が残されている。
オペラでは、実に100を超えるレパートリーを誇った。また後年、ハインツ・ツェドニックと共にウィーンの伝統的な歌を歌った録音もある。
下記に主なレパートリーを挙げておく。
- モーツァルト『フィガロの結婚』： フィガロ、アルマヴィーヴァ伯爵
- モーツァルト『ドン・ジョヴァンニ』： マゼット、レポレロ
- モーツァルト『魔笛』： パパゲーノ
- アルバン・ベルク『ヴォツェック』 ： ヴォツェック
- リヒャルト・シュトラウス『影のない女』 ： バラク
- リヒャルト・シュトラウス『ナクソス島のアリアドネ』 ： 音楽教師